# Внешняя политика Уругвая
Внешняя политика Уругвая — общий курс Уругвая в международных делах. Внешняя политика регулирует отношения Уругвая с другими государствами. Реализацией этой политики занимается Министерство иностранных дел Уругвая.

## История
Внешняя политика Уругвая была сформирована его демократическими традициями, историческими эпизодами иностранного вторжения, его статусом второй самой маленькой страны по площади в Южной Америке (после Суринама), а также расположением между двумя конкурирующими крупнейшими странами континента: Аргентиной на западе и Бразилией на севере. В XIX веке Аргентина и Бразилия не принимали статус Уругвая как независимой республики и часто вторгались на территорию этой страны. Британские и французские консулы часто обладали такими же полномочиями, как и местные власти Уругвая. Таким образом, международные отношения Уругвая исторически были основаны на принципах невмешательства, уважения национального суверенитета и использования верховенства закона для урегулирования споров. Применение военной силы в любом месте, кроме как внутри страны, никогда не было возможным вариантом для Уругвая.
По словам уругвайского профессора права Бернардо Куальотти де Беллиса, его страна исторически определила свою внешнюю политику как основанную на пяти принципах: утверждение права народов на самоопределение; активное участие в процессе политического сотрудничества, которое пытается заглянуть внутрь и за пределы региона; согласование позиций на все возможные аспекты деятельности; признание сложности и разнообразия имеющихся проблем; и гибкость в сочетании с чувством предосторожности.
В XX веке, начиная с правительства Хосе Батлье-и-Ордоньеса, Уругвай активно участвует в международных и региональных организациях. В 1945 году вступил в Организацию Объединенных Наций (ООН) и был членом большинства её специализированных учреждений. В 1986 году Уругвай был избран членом Экономического и социального совета ООН. В декабре 1989 года Уругвай подписал Конвенцию Организации Объединённых Наций о борьбе против незаконного оборота наркотических средств и психотропных веществ. Уругвай принадлежал к тридцати одной международной организации, включая: Организацию американских государств (ОАГ), Генеральное соглашение по тарифам и торговле (ГАТТ), Международную организацию спутниковой связи (Intelsat), Латиноамериканскую экономическую систему (Sistema Económico Latinamericano—SELA) и Латиноамериканская интеграционная ассоциация (Asociación Latinoamericana de Integración — ALADI). Уругвай подписал Межамериканский договор о взаимной помощи (Договор Рио), Договор о запрещении ядерного оружия в Латинской Америке (Договор Тлателолько) и Договор о бассейне реки Рио-де-Ла-Плата.
Уругвай имеет прочные политические и культурные связи со странами Европы и Америки. Уругвай стремится поделиться с ними своими основными ценностями, такими как: поддержка конституционной демократии, политический плюрализм и индивидуальные свободы. Исторически Уругвай имел особые отношения с Великобританией из-за политических и экономических связей, начавшихся в 1828 году. Двусторонние отношения с Аргентиной и Бразилией тоже всегда имели особое значение. В 1974 и 1975 годах Уругвай подписал соглашения об экономическом и коммерческом сотрудничестве с обеими странами.
Традиционно отношения между Уругваем и Соединёнными Штатами Америки (США) основывались на общей приверженности демократическим идеалам. Хотя первоначально Уругвай пытался добиться нейтралитета в обеих мировых войнах, он в конечном итоге вставал на сторону союзников. Во время Первой мировой войны (1914—1918) Уругвай не разрывал отношения с Германией и не отменял свою политику нейтралитета до октября 1917 года. К тому времени правительство Фелисиано Виеры (1915—1919) признало «справедливость и благородство» Соединённых Штатов Америки и разорвало отношения с Германией в начале 1917 года. В 1941 году президент Альфредо Бальдомир (1938-43) разрешил США построить военно-морские и военно-воздушные базы в Уругвае. Соединенные Штаты также обучали и снабжали вооружённые силы Уругвая. В январе 1942 года, через месяц после нападения Японии на Перл-Харбор, Уругвай разорвал отношения со странами «оси» и их союзниками. Соединённые Штаты отплатили Уругваю щедрыми кредитами. В качестве условия для допуска на конференцию в Сан-Франциско, на которой была составлена Хартия ООН, Уругвай объявил войну странами «оси» 15 февраля 1945 года. В том же году Уругвай также подписал Акт Чапультепека (договор о коллективной обороне американских республик) и вступил в Межамериканский совет по обороне (IADB). В 1947 году Уругвай подписал Рио-де-Жанейрский договор, который стал шагом по создании системы взаимной обороны в Южной Америке.
В период военного правления 1973-85 годов традиционно демократическая дипломатия Уругвая была заменена «военной дипломатией», как это определено в «Доктрине национальной безопасности». Эта военная дипломатия отдавала приоритет серьёзной проблеме подрывной деятельности на национальном и региональном уровнях и историческим конфликтам, влияющим на региональную дипломатическую стабильность, таким как проблемы строительства плотин между Аргентиной и Бразилией, суверенитет над проливом Бинг, попытки Боливии восстановить доступ к Тихому океану за счёт территории Чили, пограничный спор между Эквадором и Перу, а также безопасность в Южной Атлантике.
С возвращением демократического правительства в 1985 году внешняя политика Уругвая претерпела резкие изменения. После вступления в должность президента Уругвая Хулио Марии Сангинетти было обещано поддерживать и расширять дипломатические отношения с каждой нацией, «которая уважает международные правила невмешательства во внутренние дела других стран». Хулио Мария Сангинетти проводил эту политику, обновляя отношения с Кубой, Никарагуа и Китаем и укрепляя отношения с Советским Союзом.
Министр иностранных дел Энрике Иглесиас провел интенсивное и успешное дипломатическое наступление, чтобы восстановить престиж своей страны. В очередной раз в Уругвае стали проводиться важные международные встречи, такие как сентябрьская конференция стран ГАТТ 1986 года и вторая встреча президентов Группы восьми (преемника Организации поддержки Контадоры) в октябре 1988 года, на морском курорте Пунта-дель-Эсте. Во время правления президента Хулио Марии Сангинетти в Уругвае побывало больше мировых лидеров, чем когда-либо ранее в истории страны.
Важным элементом внешней политики правительства Хулио Марии Сангинетти было содействие более справедливой мировой экономике и более свободной и открытой торговой системе. Под руководством Энрике Иглесиаса Уругвай был реинтегрирован в регион, были возобновлены и укреплены дипломатические и торговые отношения со странами, которые игнорировались по идеологическим причинам в период «военной дипломатии», проведены переговоры о новых рынках сбыта уругвайской продукции, инициирован новый раунд переговоров в ГАТТ, и разработана новая латиноамериканская стратегия для работы с внешним долгом. В апреле 1988 года, после избрания Энрике Иглесиаса президентом Межамериканского банка развития (ИБР), Луис Барриос Тассано стал вторым министром иностранных дел при правлении президента Хулио Марии Сангинетти. Луис Барриос Тассано назвал внешнюю политику Уругвая «плюралистической, многогранной, националистической и гибкой».
Уругвай традиционно имел прочные политические и культурные связи со своими соседями и Европой. В связи с глобализацией и региональными экономическими проблемами его связи с Северной Америкой укрепились. Уругвай является активным сторонником конституционной демократии, политического плюрализма и индивидуальных свобод. Его международные отношения исторически были основаны на принципах невмешательства, многосторонности, уважения национального суверенитета и использования верховенства закона для разрешения споров. Международные отношения Уругвая также отражают его стремление к поиску экспортных рынков и иностранных инвестиций.
Департамент международного сотрудничества Уругвая совместно с дипломатическими представительствами за рубежом стремится собрать средства для развития программ обмена, технической помощи и профессиональной подготовки. Управление планирования и бюджета Уругвая определяет приоритеты в этой области. Международное сотрудничество является элементом фундаментальной важности для выполнения основных принципов внешней политики Уругвая. Точно так же это инструмент с большим потенциалом для реализации в секторах все более разнообразных стратегий, избирательных для поощрения развития человеческого потенциала, программ здравоохранения, подготовки кадров, исследований в области науки и техники, развития малых и средних предприятий; осуществляется путем проведения двусторонних переговоров и периодически с помощью совместных комиссий (двусторонние встречи для определения и мониторинга соглашений и принятия областей интересов).
Наиболее важными политическими и экономическими партнерами Уругвая являются его соседи, в частности Бразилия и Аргентина. Аргентина, Бразилия, Парагвай, Уругвай и Венесуэла являются полноправными членами общего рынка Южной Америки (Меркосур), в который также входят ассоциированные члены: Чили, Колумбия, Эквадор, Гайана, Перу и Суринам. Мексика является наблюдателем, а Боливия становится полноправным членом. Членство в Меркосур предоставляет Уругваю преференциальный торговый доступ к рынкам членов Меркосур и его партнёров. Тем не менее, Уругвай выразил растущее недовольство торговыми выгодами, которые Меркосур предоставил, и увеличил протекционизм со стороны некоторых других членов, и выдвинул внешние соглашения о свободной торговле (идея, против которой выступили его партнёры по Меркосур).
Уругвай также является членом нескольких региональных организаций, в том числе Союза государств Южной Америки (УНАСУР), Сообщества государств Латинской Америки и Карибского бассейна (СЕЛАК) и Организации американских государств (ОАГ), которые стремятся продвигать различные региональные политические и экономические интересы. Уругвай является членом Группы Рио, ассоциации латиноамериканских государств, которая занимается многосторонними вопросами безопасности (в соответствии с Межамериканским договором о взаимной помощи). Расположение Уругвая между Аргентиной и Бразилией делает тесные отношения с этими двумя более крупными соседями особенно важными, также как и с ассоциированными членами Меркосур — Чили и Боливией. Уругвай считается нейтральной страной и имеет профессиональный дипломатический корпус и в связи с этим часто председательствует в международных органах. Уругвай является членом Латиноамериканской ассоциации интеграции (ALADI), торговой ассоциации, базирующейся в Монтевидео, в которую входят 10 стран Южной Америки, а также Мексика и Куба.
Президент Уругвая Табаре Васкес объявил, что его администрация восстановит дипломатические отношения с Кубой. Табаре Васкес объявил о своих планах 11 ноября 2004 года в столице Уругвая Монтевидео на встрече лидеров коалиции «Широкий фронт». Лидер социалистов заявил, что Уругвай возобновит дипломатические отношения с Гаваной первым, когда он вступит в должность. Бывший президент Уругвая Хорхе Батлье Ибаньес разорвал дипломатические отношения с Кубой в апреле 2002 года. Отношения Уругвая с Китаем и Индией испытывают позитивный рост. В июне 2012 года глава правительства Китая Вэнь Цзябао посетил Уругвай, чтобы укрепить связи с этой страной и провести переговоры с лидерами. В 2013 году президент Уругвая Хосе Мухика посетил Китай, где провёл переговоры с председателем Си Цзиньпином в целях увеличения экспорта и привлечения инвестиций в развитие инфраструктуры Уругвая. В феврале 2013 года Индия и Уругвай заключили соглашение о разведке и поощрении инвестиций в горнодобывающий сектор Уругвая. В марте 2011 года Уругвай объявил о признании Государства Палестины.

## Отношения с США
Хотя Уругвай критиковал одностороннее военное вмешательство Соединённых Штатов Америки в дела Латинской Америки и других стран, двусторонние отношения в период 1985-90 годов были превосходными. Соединенные Штаты, которые выражали глубокую обеспокоенность по поводу ситуации с правами человека во время военного правления в Уругвае, начиная с администрации президента Джимми Картера, решительно поддержали переход Уругвая к демократии. В марте 1985 года государственный секретарь США Джордж Шульц принял участие в инаугурации президента Уругвая Хулио Марии Сангинетти. В качестве члена группы поддержки Контадорского процесса Уругвай участвовал в совещаниях по центральноамериканским вопросам в 1985-86 годах, в частности по оказанию Соединёнными Штатами поддержки антисандинистких сил в Никарагуа. Правительство Хулио Марии Сангинетти расценило помощь Соединенных Штатов мятежникам-антисандинистам «Контрас» в Никарагуа как препятствие для мира в Центральной Америке. Он также выступил против присутствия американских войск в Гондурасе.
Несмотря на критику его правительства в отношении военных действий Соединенных Штатов в Гондурасе, Никарагуа и действий против Ливии в апреле 1986 года, Хулио Мария Сангинетти получил теплый прием в Белом доме во время официального пятидневного государственного визита в Соединённые Штаты Америки в июне 1986 года, который уругвайский президент осуществил впервые более чем за тридцать лет. Во время визита, в котором доминировали торговые дискуссии, Хулио Мария Сангинетти раскритиковал протекционистскую политику США, в частности решение субсидировать экспорт зерна в Советский Союз. Тем не менее он покинул Вашингтон, довольный тем, что администрация президента Рональда Рейгана приняла более гибкую политику в отношении экспорта уругвайской продукции. 5 августа 1988 года Джордж Шульц снова посетил Уругвай с официальным визитом для переговоров с Хулио Марией Сангинетти, Барриосом и несколькими лидерами оппозиции. Официальные переговоры были посвящены вопросам торговли. Хотя отношения Уругвая с Панамой во время военной интервенции Соединенных Штатов в декабре 1989 года были на самом низком уровне (отсутствовал посол), Хулио Мария Сангинетти вновь критиковал Соединённые Штаты и охарактеризовал военную операцию этой страны как «шаг назад».

## Отношения со странами Латинской Америки
Хулио Мария Сангинетти высказался за формирование в странах Латинской Америки блока стран-должников для пересмотра внешнего долга. С этой целью в конце 1980-х годов Уругвай присоединился к Картахенскому консенсусу (секретарем которого был Хулио Иглесиас) по внешнему долгу. В Уругвае находился временный секретариат Комитета по контролю за выполнением положений Картахенского консенсуса, группы из 11 стран Латинской Америки с наибольшей задолженностью.
Уругвай также участвовал в «Группе восьми», постоянном механизме консультаций и политической координации, который сменил Группу поддержки Контадоры в декабре 1986 года. Как и Группа поддержки Контадорского процесса, которая выступала за демократию и согласованное решение проблемы мятежа в Центральной Америке. Группа состояла из Аргентины, Бразилии, Колумбии, Мексики, Панамы, Перу, Уругвая и Венесуэлы. Правительство Хулио Марии Сангинетти выступило за дипломатическое решение проблемы мятежа в Центральной Америке на основе Декларации Карабаледы, документа, составленного 12 января 1986 года Группой поддержки Контадорского процесса.
Администрация Хулио Марии Сангинетти после прямых переговоров с Кубой возобновила коммерческие и культурные связи Уругвая с островным государством в апреле 1985 года, а также дипломатические и консульские отношения 17 октября 1985 года. Также были восстановлены дипломатические отношения с Никарагуа. Уругвай прекратил свои дипломатические и консульские отношения с Кубой 8 сентября 1964 года в соответствии с решением Генеральной Ассамблеи ОАГ, которая стремилась изолировать правительство Фиделя Кастро.
Сохранялись разногласия правительства Хулио Марии Сангинетти с политической, социальной и экономической системой Кубы, а также с некоторыми внешнеполитическими проблемами. Например, Хулио Мария Сангинетти не согласился с предложением Фиделя Кастро прекратить выплаты по латиноамериканскому внешнему долгу. Хулио Мария Сангинетти полагал, что возникшая финансовая и коммерческая изоляция вызовет гораздо худшие проблемы. По его мнению, Картахенский консенсус, а не встреча в Гаване, является подходящим форумом для обсуждения проблемы задолженности. Однако обе страны укрепили двусторонние отношения, подписав коммерческие соглашения в мае 1986 года и марте 1987 года и подписав пятилетнее соглашение об экономическом, промышленном, научном и техническом сотрудничестве.
Хулио Мария Сангинетти считал региональную интеграцию в бассейне реки Рио-де-Ла-Плата ключом к внешней политике Уругвая. Усилиям Уругвая по содействию интеграции в конце 1980-х годов способствовало появление демократических правительств в Аргентине, Боливии, Бразилии, Чили, Перу и Парагвае. Хулио Мария Сангинетти стремился к более тесным отношениям с Аргентиной, Бразилией и Парагваем, полагая, что будущее Уругвая тесно связано с возможностью интеграции в районе бассейна Рио-де-ла-Плата. Хотя правительство Хулио Марии Сангинетти поддержало претензию Аргентины на суверенитет над Фолклендскими островами, оно заняло нейтральную позицию в военном конфликте 1982 года между Аргентиной и Великобританией и сообщило о своем желании, чтобы военные базы и другие объекты не были установлены в Южной Атлантике. В мае 1985 года Аргентина и Уругвай подписали Декларацию Колонии, в которой были установлены рамки для содействия экономической и социальной интеграции между двумя странами.
Хулио Мария Сангинетти инициировал аналогичную программу интеграции с Бразилией. В августе 1985 года президенты Бразилии и Уругвая укрепили двусторонние отношения, проведя первое заседание Генеральной координационной комиссии и подписав тринадцать двусторонних соглашений. Президенты Аргентины, Бразилии и Уругвая встретились в Бразилиа в 1986 году для продвижения процесса интеграции. В январе 1990 года Хулио Мария Сангинетти принял президента Парагвая, генерала армии Андреса Родригеса, в ходе визита обсуждались вопросы интеграции, через речную транспортную систему (состоящая из водного пути Рио-Парагвай-Рио-Парана-Рио-Уругвай).